# Патрік Парізон
Патрік Парізон (фр. Patrick Parizon, нар. 3 червня 1950, Ле-Крезо) — французький футболіст, що грав на позиції півзахисника. По завершенні ігрової кар'єри — тренер. Виступав за низку французьких клубів, зокрема за клуби «Сент-Етьєн», у складі якого став триразовим чемпіоном Франції, дворазовим володарем Кубка Франції та триразовим володарем Суперкубка Франції, та «Лілль», а також національну збірну Франції.

## Клубна кар'єра
У професійному футболі дебютував 1967 року виступами за команду «Сент-Етьєн», в якій грав до 1973 року, та став у складі команди триразовим чемпіоном Франції, дворазовим володарем Кубка Франції та триразовим володарем Суперкубка Франції. Протягом 1973—1975 років футболіст грав у складі клубу «Труа». У 1975—1977 роках Парізон грав у складі команди «Лілль».
У 1977 році Патрік Парізон став гравцем клубу «Сошо», в якому грав до 1980 року. У 1980—1983 роках футболіст грав у складі клубу «Брест». У 1983—1984 роках Парізонграв у складі клубу «Евіан», після чого завершив виступи на футбольних полях.

## Виступи за збірну
У 1975 році Патрік Парізон дебютував у складі національної збірної Франції. Протягом 1975 року зіграв у складі національної збірної 3 матчі, в яких забив один гол, після чого до збірної не залучався.

## Кар'єра тренера
Відразу ж по завершенні кар'єри гравця Патрік Парізон розпочав тренерську кар'єру, очоливши в 1984 році тренерський штаб клубу «Ніор», у якому працював до 1988 року. У 1989 році Парізон став головним тренером команди «Гренобль», яку тренував до 1991 року. У 1991 році колишній футболіст очолив клуб «Мелюн», а в 1992—1994 роках очолював клуб «Ам'єн». У 1994—1995 роках Парізон очолював клуб «Руан». З 1996 до 1998 року тренер керував діями клубу «Мартіг».
У 2000 році Патрік Парізон очолив тренерський штаб збірної Кот-д'Івуару, проте пропрацював зі збірною лише до кінця року. У 2002—2003 роках французький тренер очолював збірну Маврикію.
У 2004 році Патрік Парізон був головним тренером команди «Париж». У 2005 році тренер очолив клуб «Кан», у якому працював до 2009 року, після чого тренерською діяльністю не займався.

## Титули і досягнення

### Як гравця
- Чемпіон Франції (3):

«Сент-Етьєн»: 1967–1968, 1968–1969, 1969–1970
- Володар Кубка Франції (2):

«Сент-Етьєн»: 1967–1968, 1969–1970
- Володар Суперкубка Франції (3):

«Сент-Етьєн»: 1967, 1968, 1969